# Здравословен град
Здравословен град е термин, използван в публичното здраве и градския дизайн, с който се набляга върху политиката за здравето.
Модерната му форма произлиза от инициативата на Световната здравна организация (СЗО) за здравословните градове и села от 1986, но има история която датира чак до средата на 19 век. Терминът е използван във връзка с Европейския съюз, но бързо става международен като начин за установяване на здравна политика на локално ниво чрез повишаване на здравето. Тя набляга на многото измерения на здравето, както са положени от конституцията на СЗО и в последно време от Хартата за подобряване на здравето от Отава. Алтернативен термин е здравословни общности, или Municipios saludables в Латинска Америка.
Измерването на необходимите показатели, установяването на стандарти и определянето на въздействието на всеки компонент върху здравето е трудно.